# Амару да Кошта, Аделину
Адели́ну Мануэ́л Ло́пеш Ама́ру да Ко́шта (порт. Adelino Manuel Lopes Amaro da Costa; 18 апреля 1943, Оэйраш — 4 декабря 1980, Камарате) — португальский политик, один из руководителей и ведущий идеолог правой партии Социально-демократический центр. Активный участник послереволюционной политической борьбы. В 1980 году — министр национальной обороны в правительстве Демократического альянса. Погиб в авиационной катастрофе вместе с Франсишку Са Карнейру.

## Происхождение и образование
Родился в семье известного инженера и чиновника, выходца из дворянского рода. По рождению принадлежал к элите салазаристского Нового государства. Детство провёл на Мадейре. Среднее образование получил в Лиссабоне. Окончил Высший технический университет по специальности инженера-строителя.
Специализировался на гидравлических объектах, работал в государственной Генеральной дирекции гидравлических служб и в компании Hidrotécnica Portuguesa. В 1967—1970 годах служил в ВМС Португалии на технических должностях. Получил звание 2-го лейтенанта. С 1970 года работал ассистентом в Высшем техническом институте Лиссабона.

## Дореволюционные проекты
Аделину Амару да Кошта занимался проектами реформы образовательной системы, входил в учреждённые правительством совещательные органы при министерстве образования. Разрабатывал планы инноваций, представлял Португалию в ОЭСР.
Политически Аделину Амару да Кошта был в целом лоялен режиму. Состоял в организации католической учащейся молодёжи, затем вступил в Опус Деи. Был привержен католической социальной доктрине. Но при этом он высказывался в пользу реформ и модернизации западноевропейского типа. Редактировал университетскую газету, публиковался в нескольких португальских и испано-португальских изданиях.

## Правый политик

### В руководстве СДЦ
25 апреля 1974 года Революция гвоздик свергла режим «Нового государства». Аделину Амару да Кошта оставил госслужбу и включился в партийную политику. Он стал одним из учредителей консервативной партии Социально-демократический центр (СДЦ). Амару да Кошта занял пост генерального секретаря, затем вице-председателя СДЦ — вторая позиция после лидера партии Диогу Фрейташа ду Амарала.
Аделину Амару да Кошта выступал с позиций правой христианской демократии и непримиримого антикоммунизма. Он жёстко противостоял Португальской компартии и её союзникам в Движении вооружённых сил, правительству Вашку Гонсалвиша и Революционному совету. Являлся основным ведущим идеологом партии, автором антимарксистских политических деклараций и предвыборных программ СДЦ. Проявил себя также как сильный организатор и харизматический оратор. В преддверии и в период Жаркого лета он участвовал в партийных мероприятиях, которые сопровождались физическими столкновениями с коммунистами и леворадикалами. В октябре 1975 Аделину Амару да Кошта основал неправительственную организацию Институт демократии и свободы (IDL; первым президентом Института был Виктор Са Машаду).
25 апреля 1975 года Аделину Амару да Кошта был избран от СДЦ в Учредительное собрание. Возглавленная им фракция СДЦ была единственной, которая проголосовала против проекта Конституции, в которой заявлялся курс на «переход к социализму». Трижды избирался в Ассамблею республики — в 1976, 1979, 1980 годах. Участвовал в формировании правительственной коалиции консерваторов с социалистами Мариу Соареша в 1978 году. Деятельность Амару да Кошта сыграла заметную роль в исходе португальского противостояния в пользу правых сил.

### В правительстве Са Карнейру
В 1979 году СДЦ предложил коалицию либеральной Социал-демократической партии (СДП) и Народной монархической партии. Был создан правоцентристский блок Демократический альянс, одним из лидеров которого стал Амару да Кошта. Демократический альянс одержал убедительную победу на выборах 1979. Аделину Амару до Кошта занял пост министра национальной обороны Португалии в кабинете Франсишку Са Карнейру.
Парламентские выборы в октябре 1980 года вновь завершились победой Демократического альянса. В начале декабря предстояли выборы президента. Правоцентристский блок выдвинул своего кандидата — генерала Антониу Суареша Карнейру.

## Гибель и версии
В ночь на 4 декабря 1980 года министр обороны Аделину Амару да Кошта с женой Марией да Силва Пиреш вылетел из Лиссабона в Порту на митинг в поддержку Суареша Карнейру. Вместе с ним в самолёте находились премьер-министр Франсишку Са Карнейру, его фактическая супруга Сну Абекассиш и начальник штаба премьер-министра Антониу Патрисиу Говейя. Именно Амару да Кошта зафрахтовал для перелёта самолёт Cessna 421.
Вскоре после вылета из аэропорта Портела самолёт упал на территории Камарате. Все находившиеся на борту — пять пассажиров и два пилота — погибли.
Официальное расследование определило катастрофу как аварию из-за нехватки топлива. Версия организованного взрыва исключалась. Однако с 1995 года — после истечения срока давности — стали высказываться предположения и даже прямые признания в террористическом акте. Португальский парламент учредил в общей сложности десять комиссий по расследованию.
Среди озвученных версий теракта доминирует «предупреждение Суарешу Карнейру со стороны президента Рамалью Эанеша». Но присутствует и такая, в соответствии с которой именно Амару да Кошта был мишенью теракта (тогда как Са Карнейру оказался сопутствующей жертвой): якобы министр обороны располагал секретной информацией о контактах между США и Ираном по поводу поставок иранской армии американского оружия (вместо португальского). Доказательных подтверждений эти версии не имеют.

## Память
В современной Португалии Аделину Амару да Кошта считается одним из организаторов перехода страны к демократии. В СДЦ—Народной партии существует своеобразный «культ» Амару да Кошты — подобно «культу» Са Карнейру в СДП — трагически погибшего основателя-идеолога, участника послереволюционной борьбы. Официально отмечаются даты, связанные с его деятельностью. Почитанию Амару да Кошты способствует тот факт, что первый председатель СДЦ—НП Фрейташ ду Амарал давно порвал со своей партией.
13 июля 1981 года Аделину Амару да Кошта был посмертно награждён Большим крестом ордена Инфанта дона Энрике. 4 декабря 2016 года специальное послание о «двух исключительных португальцах, отдавших жизнь за страну» издал президент Португалии Марселу Ребелу де Соуза.
В 1982 году именем Аделину Амару да Кошта была названа площадь в Лиссабоне, на которой расположена штаб-квартира СДЦ—НП. В июле 2015 года, когда отмечалось 40-летие партии, при участии председателя Паулу Порташа там была установлена мемориальная доска в честь Амару Кошты. Его имя носит также улица в Риу-Тинту. В Порту установлена скульптура Аделину Амару да Кошты. Основанный им Институт демократии и свободы переименован в IDL—Институт Амару да Кошта.
Аделину Амару да Кошта считается покровителем молодёжной организации СДЦ—НП — Народной молодёжи.

## Семья и личность
Брак Аделину Амару да Кошты с Марией да Силва Пиреш продлился немногим более года. Амару да Кошта женился в 1979, отказавшись от обета безбрачия, данного при вступлении в Опус Деи. В авиакатастрофе муж и жена погибли вместе.
Аделину Амару да Кошта увлекался спортом, играл в футбол и регби. Владел английским, французским и испанским языками.
В характере Аделину Амару да Кошты глубокая убеждённость и упорство в отстаивании убеждений сочетались с развитым чувством юмора. Это качество сильно помогало в середине 1970-х, когда СДЦ подвергался жёстким нападкам слева как «неофашистская партия».